# Station New Barnet
New Barnet is een spoorwegstation van National Rail in Barnet in Engeland. Het station is eigendom van Network Rail en wordt beheerd door Govia Thameslink Railway. 